# Lincoln Memorial
Das Lincoln Memorial ist ein zwischen 1915 und 1922 erbautes Denkmal zu Ehren Abraham Lincolns, des 16. Präsidenten der Vereinigten Staaten, an der National Mall in Washington, D.C. Der Entwurf stammte von Henry Bacon.

## Bauwerk

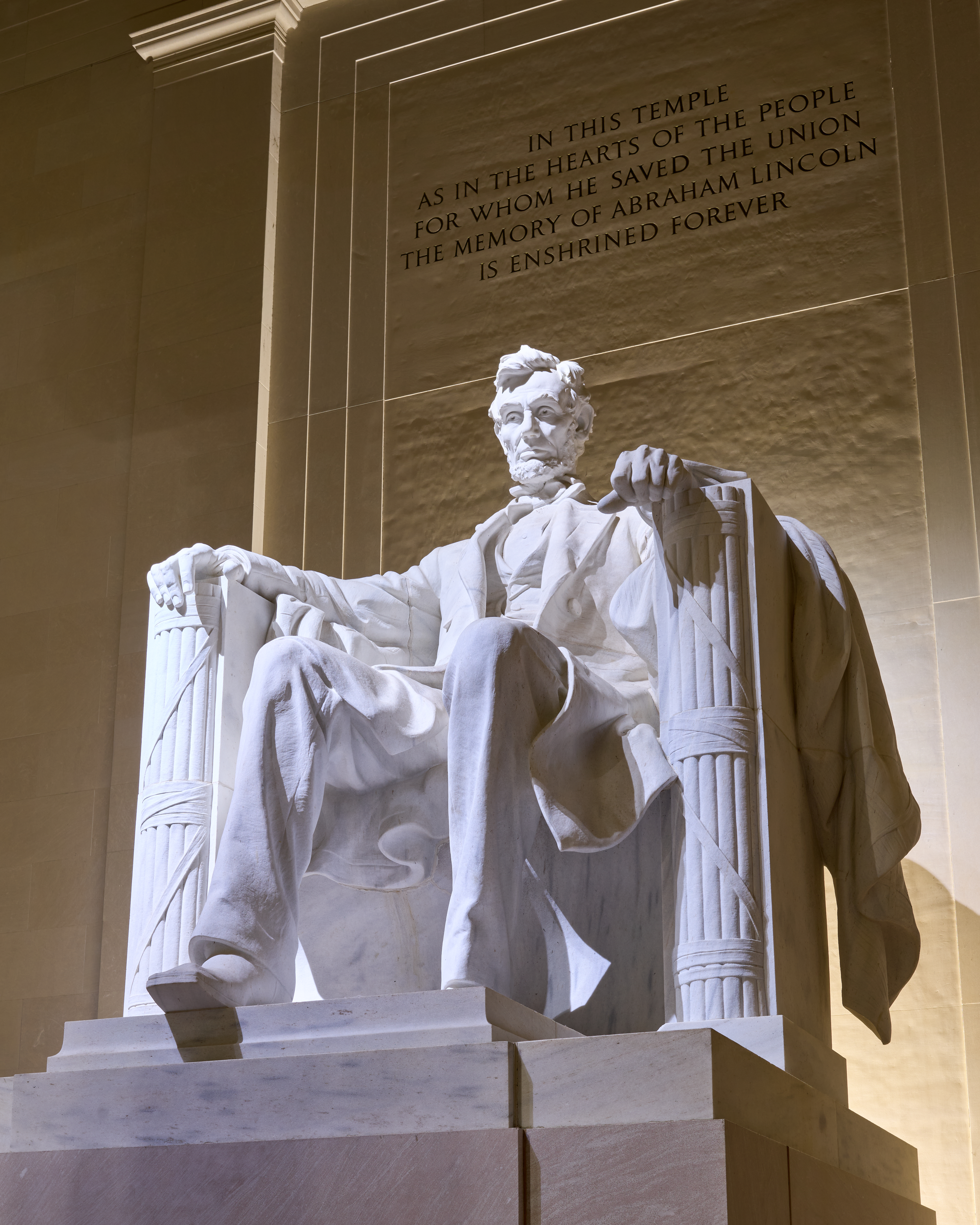
Lincolnstatue im Inneren

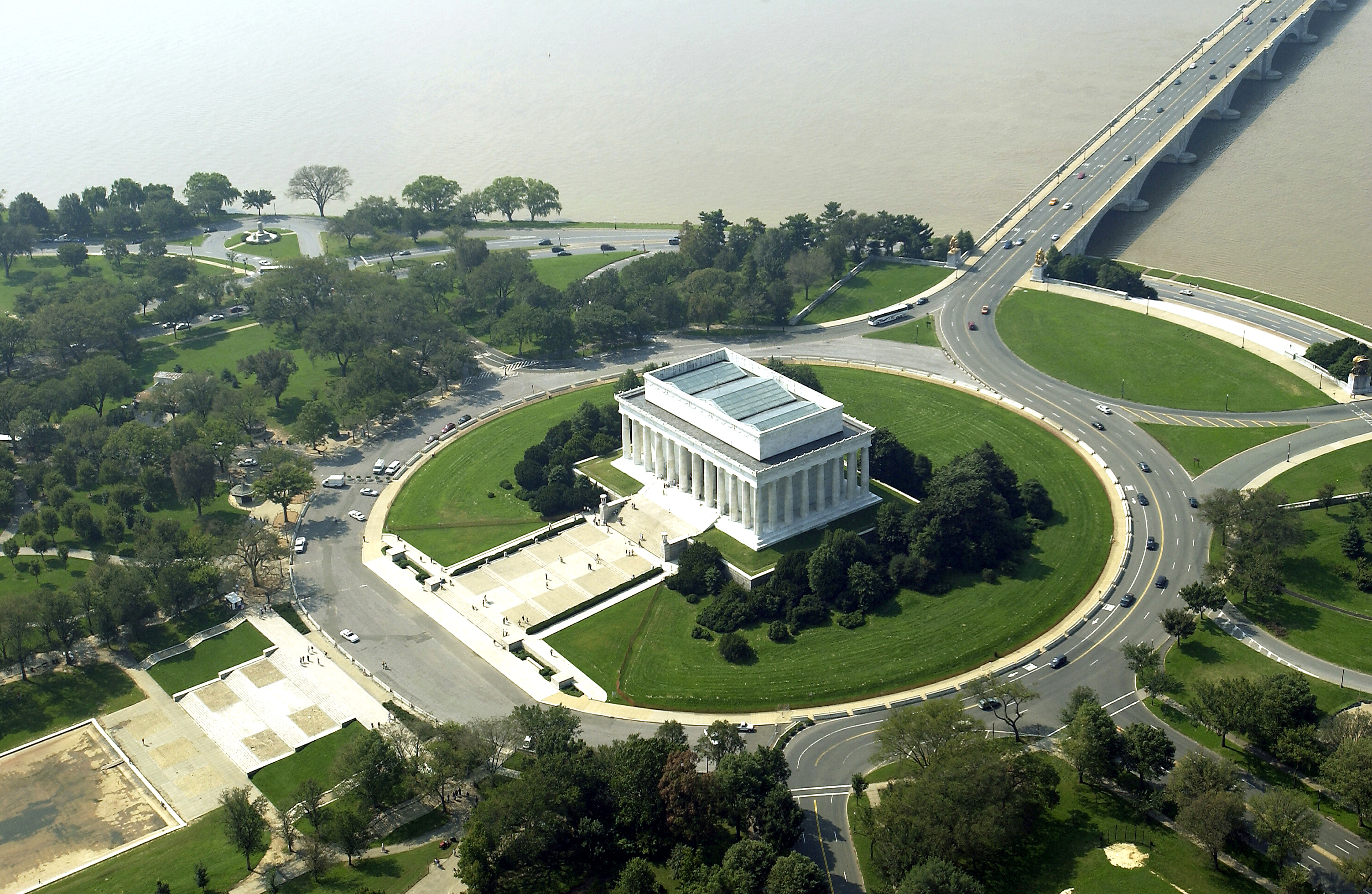
Lincoln Memorial aus der Vogelperspektive

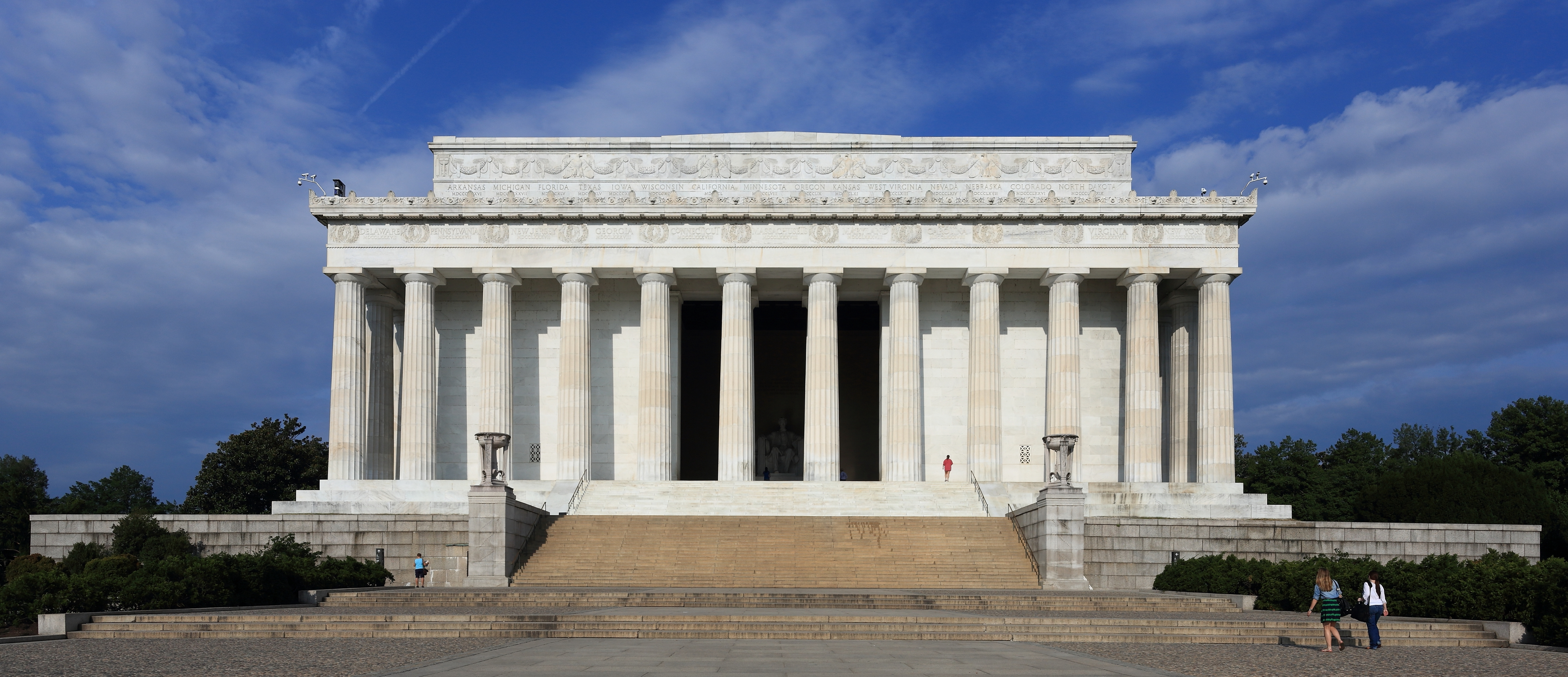
Blick auf die östliche Fassade

Die 36 dorischen Säulen des von griechischem Stil geprägten Monuments symbolisieren die 36 Staaten, welche zur Amtszeit Lincolns die Vereinigten Staaten bildeten. Später wurden die Namen der weiteren 12 US-Staaten um das Dach des Denkmals herum eingemeißelt, wiederum später folgten zwei Tafeln im Boden für die neuen Staaten Hawaii und Alaska.
Das Bauwerk ist auf bis zu 20 m tiefen Betonfundamenten gegründet, die durch den weichen Boden des ehemaligen Sumpfgebietes am Potomac erforderlich waren.
An der Nordseite ist Lincolns zweite Antrittsrede von 1865 in Stein gehauen, an der südlichen die berühmte Gettysburg-Rede. Dort befindet sich außerdem eine 5,80 Meter hohe Statue des sitzenden Lincoln. Die Statue aus weißem Marmor ist ein Werk des Bildhauers Daniel Chester French und aus 28 Einzelteilen zusammengesetzt. Die Statue stellt Lincoln auf einem Stuhl sitzend dar, seine Hände jeweils auf einem Fascis, einem Symbol staatlicher Gewalt. Die Figur sollte ursprünglich aus Bronze bestehen und 3 m hoch sein, jedoch sah Chester dann, dass die Bronzestatue für den großen Tempel viel zu klein war. Er baute also eine Statue, die fast doppelt so hoch war und aus 28 Blöcken weißen Marmors bestand.
An der Wand über dem Kopf der Statue ist folgender Text zu lesen:

“IN THIS TEMPLE

AS IN THE HEARTS OF THE PEOPLE

FOR WHOM HE SAVED THE UNION

THE MEMORY OF ABRAHAM LINCOLN

IS ENSHRINED FOREVER”

„In diesem Tempel,

so wie in den Herzen der Menschen,

für die er die Union rettete,

ist die Erinnerung an Abraham Lincoln

auf ewig festgehalten.“

## Geschichte

### Abraham Lincoln

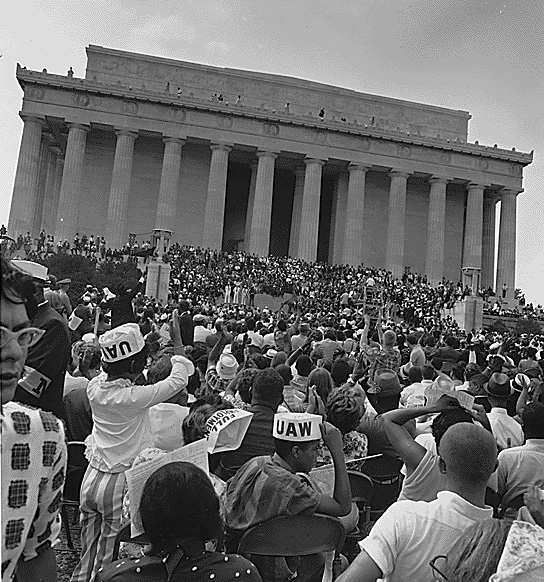
28. August 1963

Lincoln war ein Gegner der Sklaverei. Nachdem er Ende 1860 zum US-Präsidenten gewählt worden war, traten zunächst sieben, später weitere vier der sklavenhaltenden Südstaaten aus der Union aus und gründeten einen eigenen Staatenbund, die Konföderierten Staaten von Amerika. Lincoln führte die verbliebenen Nordstaaten in den Sezessionskrieg. Er betrieb erfolgreich die Abschaffung der Sklaverei in den USA und setzte die Wiederherstellung der Union durch.

### Baugeschichte
Im Jahr 1867 verabschiedete der Kongress der Vereinigten Staaten das erste einer Reihe von Gesetzen, das eine Kommission zur Errichtung eines Ehrenmals für Lincoln ins Leben rief. Der erste Plan von Clarke Mills sah eine monumentale Anlage mit 38 Statuen enormer Größe vor. Dieser erste Ausschuss scheiterte jedoch. Eine Wiederbelebung der Initiative war um die Jahrhundertwende dank der Initiative von Senator Shelby Moore Cullom aus Illinois zu verzeichnen. Er brachte in dieser Sache sechs Gesetzesvorschläge ein, von denen die ersten fünf zwischen 1901 und 1908 abgelehnt wurden. Der sechste Gesetzesvorschlag passierte am 13. Dezember erfolgreich den Kongress. Im folgenden Jahr begann die entsprechende Lincoln Memorial Commission zu tagen und bestimmte Präsident William Howard Taft zu ihrem Vorsitzenden.
Das Lincoln Memorial wurde zwischen 1915 und 1922 erbaut. Grundlage war ein Entwurf des Architekten Henry Bacon. Bei der Einweihung des Memorials am 30. Mai 1922 war Robert Todd Lincoln, der Sohn von Abraham Lincoln, zugegen.

### Das Memorial als Symbol der Bürgerrechtsbewegung
Nachdem die Daughters of the American Revolution (DAR, „Töchter der Amerikanischen Revolution“) der afroamerikanischen Opernsängerin Marian Anderson im Jahr 1939 einen Auftritt in der DAR Constitution Hall untersagt hatten, weil hier nur Weiße Künstlerinnen erwünscht seien, wich Anderson zum Lincoln Memorial aus. Auf den Stufen der Anlage gab sie ein Konzert vor 75.000 Zuschauern. Die Veranstaltung wurde von der National Association for the Advancement of Colored People (NAACP, „Nationale Organisation für die Förderung farbiger Menschen“) organisiert, die die Symbolkraft des Ortes und den nationalen Lincoln-Mythos für die Bürgerrechtsbewegung nutzen wollte.
Am 28. August 1963 zog ein Protestzug von über 250.000 Menschen vom Washington Monument zum Lincoln Memorial (siehe Marsch auf Washington für Arbeit und Freiheit). Dort hielt Martin Luther King eine Rede – als 17. von 18 Sprechern –, die als I Have a Dream berühmt wurde. Im zweiten Satz der Rede spielt King auf Lincoln an.

## Das Memorial auf der US-Währung sowie Briefmarken
Die Fünf-US-Dollar-Note zeigt Lincolns Porträt auf der Vorderseite und das Lincoln Memorial auf der Rückseite. Zwischen 1959 und 2008 wurde das Lincoln Memorial auch auf der Rückseite der US-amerikanischen 1-Cent-Münze abgebildet.
In einer 1923 herausgegebenen neuen Briefmarkenserie des United States Postal Service war das Lincoln Memorial auf der 1-Dollar-Marke abgebildet.

## Galerie

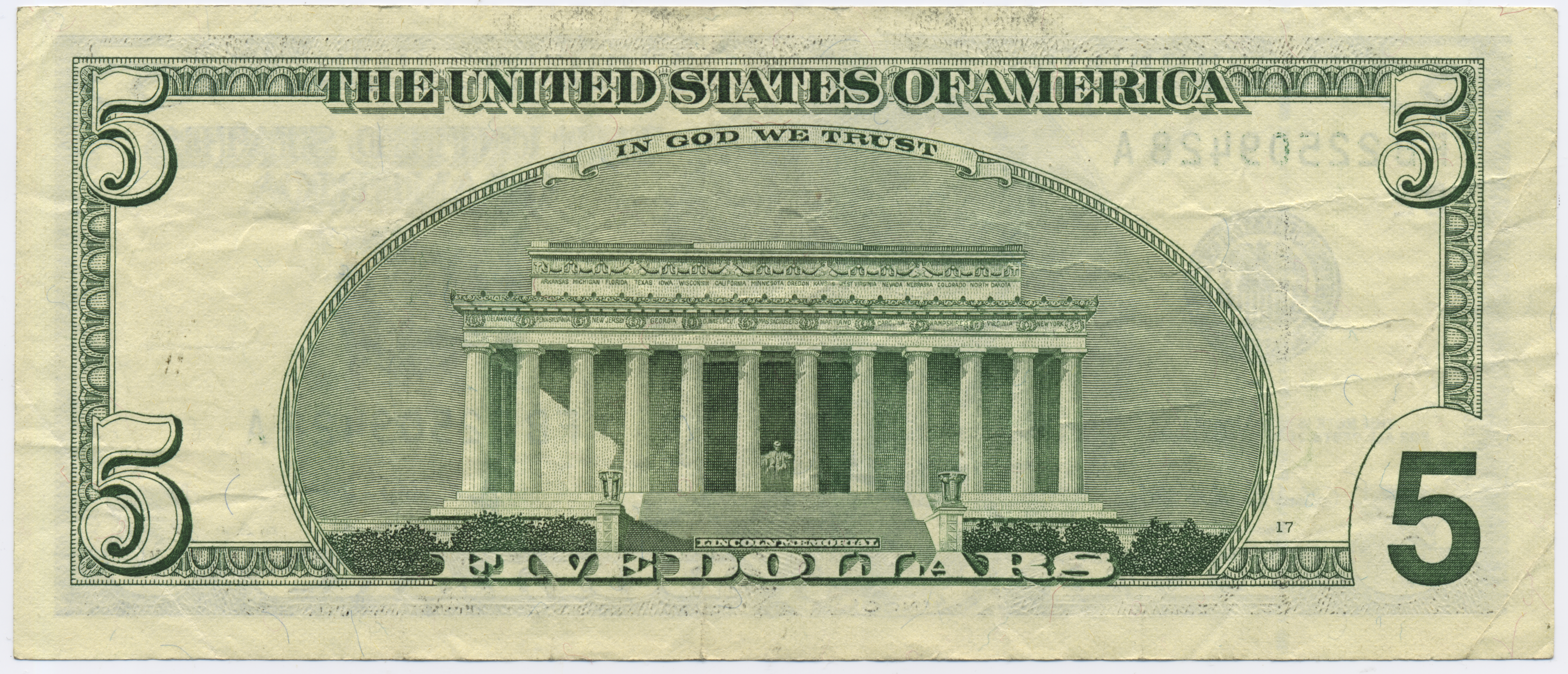
Rückseite des 5-$-Scheins
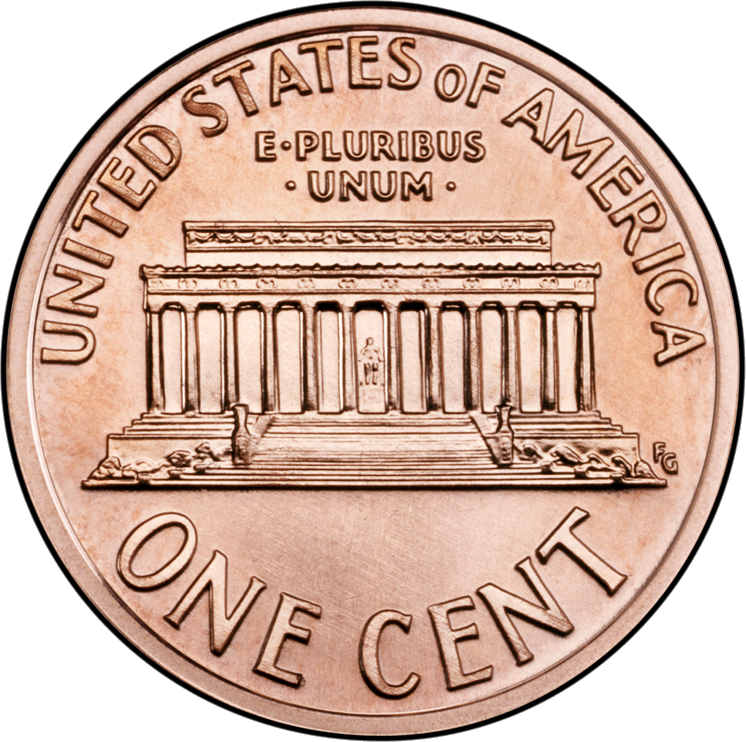
Rückseite der 1-Cent-Münze (1959–2008)
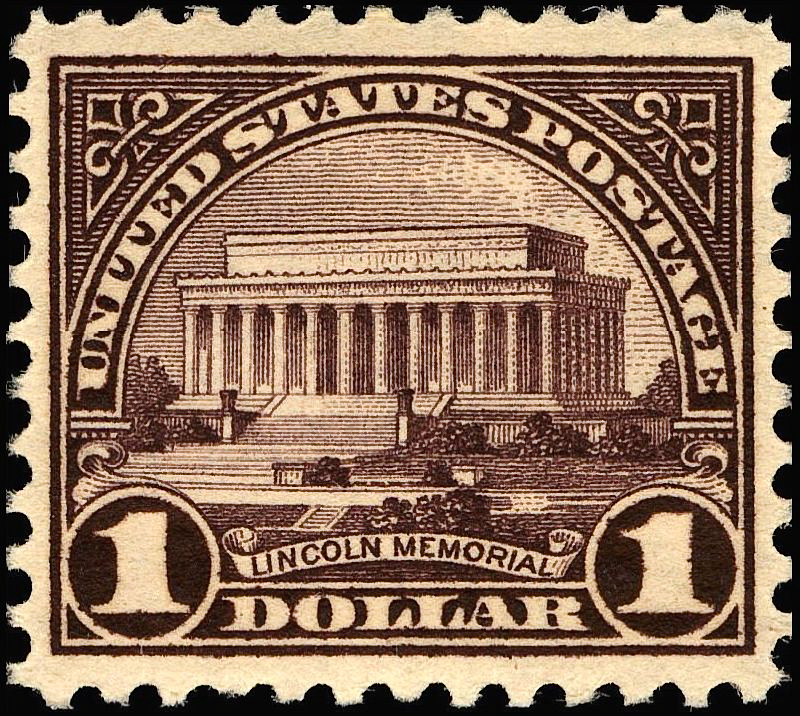
Lincoln-Memorial auf einer Briefmarke (1923)